# Хазы
Ха́зы (арм. խազեր) или дзайнанишы (арм. ձայնանիշեր) — особые знаки армянского нотописания, известные с VII века. Разновидность невм, применявшихся в средневековом армянском певческом искусстве, во времена независимого от структуры словесных текстов развития принципов  формо- и ритмообразования в монодии.

## История
Хазовые знаки пения возникли в Армении, где была создана самобытная армянская национальная система записи. Хазовое письмо объединяет армянскую письменную систему с устной традицией. Система хазовых знаков была разработана  в VII—IX веках, предположительно поэтом и учёным Степаносом Сюнеци (вторым), который произвёл вторую систематизацию гласов и  в конечном счёте изобрёл систему нотописи — хазы. Киракос Гандзакеци распространение хазов приписывает некоему Хачатуру из Тарона. Искусство использования хазов в Армении бурно развивалось до XII века, а уже с XII века — в Киликийском армянском царстве.

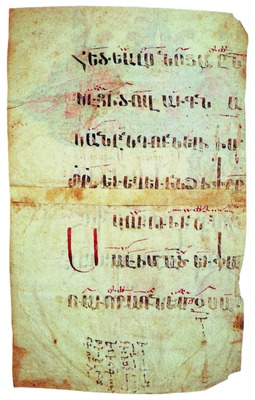
Текст с хазами (древнеармянская музыкальная нотация), X век

Систему хазов и толкования её знаков в Киликии усовершенствовали известные мастера средневекового армянского пения Нерсес Шнорали, Григор Хул (XII век),  Геворг Скевраци (XIII век) и другие мастера.
В Киликии окончательно сложились три основных типа хазового письма, полностью оформились хазовые певческие книги, главные из которых — Шаракноц (Гимнарий), Манрусум и Гандзаран (сборники мелизматичных песнопений). Несмотря на то, что отдельные знатоки хазов жили в Армении вплоть до конца XVIII века, начиная с XV века хазовое письмо перестало развиваться и по мере разложения культуры феодальной Армении постепенно было предано забвению.
В конце XVIII—начале XIX веков специалист по средневековой армянской музыке Григор Гапасакалян, предприняв попытку добиться указания знаками точных интервальных отношений между звуками, безуспешно стремился реформировать систему хазов. В 1820-х годах Амбарцумом Лимонджяном была разработана новая система нотописи — Армянская нотопись.
Нередко хазами подписывались архитектурные сооружения, где нотопись была призвана увековечить значимое событие.  Расположенный в Нагорном Карабахе на отрезке 10-го км. трассы Гадрут — Мартуни каравансарай имеет арки построенные в традиционно армянском стиле. На арках имеется надпись, где хазами начертано:

Я, Джели Вард, прибыл (сюда) в лето 1130 (1681г.).
В начале XX века европейские и армянские учёные исследовали хазовое письмо. Особое место в их изучении принадлежит Комитасу, который собирался до конца разрешить загадку древней армянской нотной системы — хазов. Если бы это удалось, его изыскания сыграли бы большую роль для их понимания. Однако во время первой мировой войны 1914—1918 и геноцида армян, относящиеся к области хазоведения большая часть работ Комитаса была утрачена, в одной из них подробно рассматривались вопросы расшифровки хазов. Но и некоторые уцелевшие записи и изданные статьи армянского композитора, относящиеся к области хазоведения, представляют значительную ценность.
Большая работа в области хазоведения была проведена в Армении после её советизации. Сегодня изучение хазов продолжается в Матенадаране. Музыковеды, работавшие над расшифровкой хазов, древнейшие образцы которых известны по рукописным фрагментам IX века, доказали, что хазы возникли на почве оригинальной национальной музыкальной культуры.

## Структура
Сравнительное изучение различных средневековых хазовых таблиц  наглядно показывает, что число основных знаков, постепенно внедрявшихся в практику, со временем увеличилось до сорока. В певческих рукописях, помимо главных, содержится около 30 вспомогательных, изменённых и производных знаков. Применение письма хазов предполагало наличие навыков владения системой гласов армянской Монодии — подлежащих варьированию традиционных мелодичных моделей. Хазы обозначали способы и динамику исполнения, ритмическую схему мелодий, попевки, мелизмы, юбиляции, а также возможность повышения и понижения голоса. При расшифровке хазового письма наибольшую трудность представляют способы исполнения и динамика, связанные со средневековыми приёмами акцентуации и звукоподачи. Раздел мелодий осуществлялся с помощью знаков препинания армянского языка: в широкораспевных — независимо от текста; в песнопениях силлабических и кантиленных — в соответствии с членением текста.  

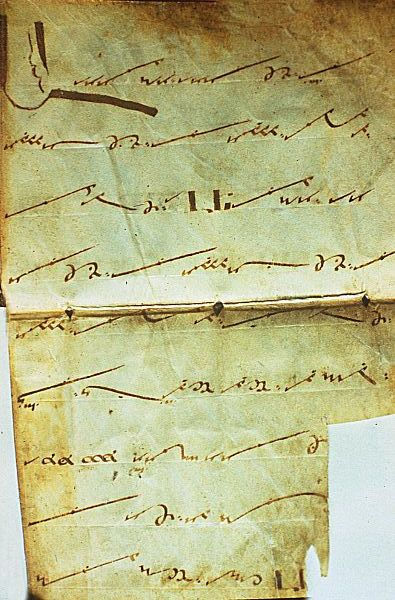
хазы, рукопись около XI века

### Типы хазового письма
Xазы делятся на три главных типа : 
- экфонетические знаки-акценты, которые указывают на своеобразно акцентированное повышение и понижение голоса (тоничность системы)
- графическое изображение хейрономических жестов (стенографичность системы)
- музыкальные идеограммы - условные знаки, обозначающие относительно пространные мелодичные фразы (идеографичность).

В зависимости гласа, указываемого в начале песнопений, контекста и жанра с темпом, в котором исполняются песнопения, хазы получают конкретное ладоинтонационное значение

### Категории метрических значений
У хазов известны четыре категории метрических значений: 
- долгий слог (равен сумме двух единиц);
- краткий слог (половина метрической единицы);
- средний слог (метрической единица);
- большой слог (равен сумме четырёх, иногда и более единиц).

Помимо этого, в песнопения вводились "ложные слоги", содержащие широкие распевы — опорные моменты, которые имеют значение особых метроритмических структур.

## Знаки

Некоторые хазы
Arandznatrop
Bazmyeghanak
Benkortj
Boot
Dogh
Yerkar
Zark
Ekortj
Tagatrop
Tasht
Khatsbek или har
Khatsle или harkortja
Khagh
Khosrovayin
Toor
Khoom
Khoontj
Tsanratrop
Tsnkner
Tsoonk
Kortja
Koor zrehik
Hangooyts
Harook
Hooha
Dzakortj
Dzayndardz
Haresht или arashesht
Nerqnakhagh
Shesht
Voghomnyak
Parooyk
Soogh
Soor
Storadir
Veradir
Vernakhagh
Patoot
Poosh
Qash
Qarqash
Qmazard
Qmatrop